# Estat del Gran Líban
L'Estat del Gran Líban (àrab: دولة لبنان الكبير, Dawlat Lubnān al-Kabīr) es va formar per decisió francesa l'1 de setembre de 1920 amb el mutasarrifat de Mont Líban, la vall de la Bekaa i altres tres districtes de Síria (Baalbek, Rashaya i Hasbaya), Beirut (abans una ciutat sota administració directa otomana), els territoris del actual sud del Líban (sanjaqs de Sidó i Tir) amb Nabatieh a l'interior i Sidó i Tir a la costa com a ciutats principals i el sanjaq de Trípoli del Líban (abans Trípoli de Síria). Els cristians maronites (majoria a Mont Líban) van pressionar als francesos per obtenir aquesta ampliació, ja que al mutasarrifat s'havien patit algunes fams (especialment la Gran Fam que havia matat a la meitat de la població) i era important disposar de terres de cultiu abundants (especialment la Bekaa) per prevenir futurs ensurts i per la viabilitat econòmica del país, tot i que els cristians perdien la majoria demogràfica al si de l'estat ampliat.
Els governadors de l'estat del Gran Líban sota mandat francès foren:
- Capità Albert Trabaud (1 de setembre de 1920 - abril de 1923)
- Antoine Privat-Aubouard (abril de 1923 - 27 de juny de 1924)
- Charles Alexis Vandenberg (27 de juny de 1924 - 13 de gener de 1925)
- Léon Henri Charles Cayla (13 de gener de 1925 - 26 de maig de 1926; interí fins al 16 de juliol de 1925)
- Charles Debbas (26 de maig de 1926 - 1 de setembre de 1926; president honorari i després president)

La primera constitució libanesa fou promulgada el 23 de maig de 1926 sent després esmenada diverses vegades. L'1 de setembre de 1926 l'estat del Gran Líban fou constituït en república i separat definitivament de l'estat de Síria. La constitució basada en la de la Tercera República Francesa, establia un parlament bicameral (Cambra de Diputats i Senat tot i que aquest darrer no va entrar en vigor), un president i un consell de ministres o gabinet; el president era elegit per la cambra de diputats per un període de 6 anys sense possibilitat de reelecció fins que no haguessin passat 6 anys; els diputats serien elegits seguint les seves religions; el president havia de ser maronita, el primer ministre musulmà sunnita i el president del parlament musulmà xiïta; el poder suprem l'exercia el Alt Comissionat francès; el primer alt comissionat en funcions de virtual president o cap d'estat fou Charles Debbas, un grec ortodox, elegit tres dies després de l'aprovació de la constitució.